# Artful Dodger
Artful Dodger — британский гэридж-дуэт, в состав которого изначально входили авторы песен и продюсеры Марк Хилл и Пит Деверо. Они добились успеха в 1990-х и начале 2000-х годов, выпустив семь синглов подряд, каждый из которых попал в топ-20 Великобритании. То, что начиналось как выпуск андеграундных бутлегов, превратилось в музыкальный проект по созданию оригинального материала для массового релиза и завершилось выпуском It’s All About the Stragglers после того, как дуэт начал работать с целым рядом начинающих вокалистов. В 2001 году пути Хилла и Деверо разошлись из-за творческих разногласий, и права на торговую марку, название и использование «Artful Dodger» были приобретены компанией Blessed Records. Воссоединившись в 2017 году, Хилл и Деверо обнаружили, что не могут выпускать новую музыку или выступать под своим именем.
Хилл и Деверо получили множество наград, в том числе премию «Продюсеры года» в Великобритании в 2000 году и премию Айвора Новелло за написание песен.

## История

### Ранняя история

#### Марк Хилл
Марк Хилл в подростковом возрасте поступил в музыкальную школу Саутгемптонского университета на факультет перкуссии. До Artful Dodger он выступал с Уэльским филармоническим оркестром в качестве перкуссиониста и играл в джаз-бэндах. Он также работал сессионным музыкантом.
На втором году обучения в Саутгемптонском университете по трёхлетней программе Хилл присоединился к джаз-фанк-группе. Из-за небольшого количества учебных часов у него было много свободного времени, поэтому он открыл студию звукозаписи вместе с однокурсником и коллегой по джаз-фанк-группе Нилом Керром. Отец Керра предоставил стартовый капитал, и, кроме того, два деловых партнёра смогли получить банковский кредит в размере 20 000 фунтов стерлингов, поручителем по которому выступил отец Керра. После нескольких лет работы компания привлекла дополнительные инвестиции от 3MV. Эта студия была описана The Guardian как «звукоизолированное помещение рядом с радиостанцией в Саутгемптоне», и это место, по мнению газеты, повлияло на «коммерческую атмосферу» их музыкальных произведений.

#### Пит Деверо
Пит Деверо получил 8-й класс по классу фортепиано.[прояснить] До Artful Dodger он играл в гранж-рок группах, исполнял классическую скрипку и диджеил. Деверо впервые встретился с Хиллом, когда записался в его и Нила Керра студии, обнаружив его в YellowPages.

#### Как Artful Dodger
Истоки Artful Dodger лежат в R&B ремиксе, созданном продюсерами, среди которых были Марк Хилл и Пит Деверо, известные как Back to the Future. Эта группа распалась из-за отсутствия финансового успеха. В 1997 году Хилл и Деверо объединили усилия, чтобы создать пиратские версии треков, включая «Dreams» Габриэль, «You’re Not Alone» Olive и «If You Love Me» Brownstone, и выпустили их под псевдонимом Artful Dodger на лейбле Fagin Records.
И «Artful Dodger», и «Fagin» задумывались как одноразовые псевдонимы, которые должны были защитить их личности и оградить от возможных судебных исков со стороны звукозаписывающих компаний, которые могли бы подать на них в суд за несанкционированное использование работ других исполнителей. Название «Artful Dodger» было выбрано за чашкой кофе на встрече Хилла и Деверо в Саутгемптоне. Рассматривались такие имена, как Dick Turpin и Robin Hood, но «Artful Dodger» был более привлекательным из-за его связи с городом Лондоном, который многие считают столицей гэридж-музыки.
Говоря об использовании ими тустеп-ритмов, Хилл отметил, что это произошло из-за того, что ему наскучила четырёхдольная структура хаус-музыки, а также из-за влияния R&B и творчества Ramsey & Fen, а также песни Тины Мур «Never Gonna Let You Go». Он описал звучание как такое, которое «не пыталось быть хаус-музыкой, не пыталось быть R&B… а просто было… естественным сочетанием того и другого». Деверо отметил, что его воодушевило появление гэридж звучания, и добавил, что его особенно вдохновила песня Double 99 «RipGroove», которая помогла донести это звучание до широкой аудитории.

#### Сотрудничество с Крейгом Дэвидом
Хилл познакомился с Крейгом Дэвидом, когда его друг работал над проектом, связанным с молодёжным центром, связанным с футбольным клубом «Саутгемптон», используя студию Хилла и его делового партнёра Нила Керрса. Дэвид был солистом в этом проекте, и Хилл отметил его талант. В следующий раз Хилл встретился с Дэвидом в клубе «несколько лет спустя». Он узнал, что Дэвид уже знаком с бутлегами, которые он записал с Деверо под названием Artful Dodger, и что Artful Dodger нужен вокалист для записи оригинальных инструментальных треков. Хилл пригласил Дэвида вернуться в его студию. Это привело к серии виниловых релизов на собственном лейбле Artful Dodger для выпуска их оригинальных треков Centric Records, включая «Something», «What Ya Gonna Do» и, что особенно примечательно, «Re-Rewind». После первоначального релиза «с белой этикеткой» они были лицензированы для всех заинтересованных лейблов. Изначально планировалось, что Дэвид станет фронтменом Artful Dodger. Планы изменились, когда Дэвид подписал контракт с другим лейблом и нанял профессиональное артистическое агентство; Дэвид должен был использовать Artful Dodger для начала своей сольной карьеры, в результате чего Хилл и Деверо стали «невольными поп-звёздами» в качестве фронтменов Artful Dodger. В какой-то момент в 2002 году, после ухода Дэвида, Энди Шерман пел с группой и гастролировал с ними.
В 2013 году Деверо появился вместе со многими другими пионерами гаражного рока в документальном фильме, посвящённом наследию британского гаражного рока, «Rewind 4Ever: История британского гаражного рока», в котором он рассказал о своей карьере с группой Хилла как Artful Dodger и о работе с Дэвидом.

### It’s All About the Stragglers
20 ноября 2000 года Artful Dodger выпустили альбом «It’s All About the Stragglers» на лейбле FFRR Records. Альбом, в котором в основном звучали треки с участием неизвестных вокалистов, представлял собой компиляцию их предыдущих виниловых релизов и синглов на компакт-дисках. FFRR приобрела права на большое количество треков Artful Dodger, которые ранее выпускались на других лейблах. Таким образом, FFRR оказались в выгодном положении, поскольку могли предъявить дуэту свершившийся факт, и у них не было возможности выпустить альбом на каком-либо другом лейбле.

### Смена персонала и названия и связанная с этим путаница
10 июля 2001 года было объявлено, что Пит Деверо покидает Artful Dodger. В официальном заявлении подчёркивалось, что расставание было «мирным». Эта новость появилась непосредственно перед выходом сингла «TwentyFourSeven» с участием Мелани Блэтт [другая версия, отличная от той, что представлена в It’s All About the Stragglers]. Хилл в одиночку представлял Artful Dodger на обложке сингла и в видеоклипе. Уставший от напряжённого гастрольного графика, испытывавший «напряжённые» отношения с некоторыми коллегами, желавший уделять больше внимания закулисной работе в музыкальной индустрии в качестве продюсера и рассчитывавший на большее сотрудничество с Крейгом Дэвидом, Марк Хилл покинул Artful Dodger, а Деверо вернулся, прежде чем снова уйти. Именно в разгар всего этого название «Artful Dodger» было продано или иным образом перешло в другие руки.
Передача названия «Artful Dodger» стала предметом многочисленных спекуляций и критических комментариев в социальных сетях, включая Facebook, Twitter и YouTube, а также была по-разному объяснена Хиллом и Деверо в многочисленных интервью. Общая тема, затронутая в этих интервью, заключается в том, что дуэт выражает свой гнев и разочарование по поводу того, что два разных человека, из которых только один принимал хоть какое-то, пусть и ограниченное, участие в создании музыки Artful Dodger, по-видимому, смогли получить исключительный контроль над названием Artful Dodger, выступать на мероприятиях, участвовать в интервью с журналистами, которые, по-видимому, не знали, что состав группы изменился, и, что самое неприятное, присваивать себе заслуги за музыку, которая прославила оригинальный дуэт. То, что промоутеры иногда использовали фотографии оригинального дуэта для рекламы мероприятий с участием нового дуэта, усиливало путаницу. Однако всякий раз, когда в ходе разговора появлялась такая возможность, DJ Dave Low отдавал дань уважения Марку Хиллу во время интервью. В 2011 году в интервью iFILM London DJ Dave Low назвал Марка Хилла действующим, но, по-видимому, спящим членом Artful Dodger. Согласно общедоступным документам, предоставленным Ведомством интеллектуальной собственности Великобритании [IPO], до того, как Марк Хилл получил права на товарный знак «The Artful Dodger» по классам 9, 16, 25, 28, 41, в результате процесса, начатого 7 июля 2001 года, не существовало товарного знака «The Artful Dodger».
В интервью 2019 года Марк Хилл описал сложные детали, связанные с передачей названия Artful Dodger. Он заявил, что в рамках своего ухода из Artful Dodger он заключил договор с Питом Деверо, по которому Деверо получил право собственности на название Artful Dodger; впоследствии Public Demand приобрела название у Пита Деверо и сохраняет его по сей день. Эта версия событий в некоторой степени подтверждается общедоступными записями, предоставленными Ведомством интеллектуальной собственности Великобритании, которые показывают, что 27 января 2003 года название «Artful Dodger» было передано от Марка Хилла Питу Деверу. 1 мая 2003 года Пит Деверу передал его компании Public Demand Records. 22 мая 2008 года торговая марка была снова передана от Public Demand Records компании Blessed Records. Discogs указывает Blessed Records как «подлейбл» Public Demand Records.
Интернет-архив Wayback Machine содержит некоторые свидетельства того, что на каком-то этапе Artful Dodger, возможно, были трио: Пит Деверо появлялся на главной странице сайта группы вместе с DJ Dave Low и неизвестным мужчиной. Неясно, имело ли это какое-либо практическое значение, выходящее за рамки онлайн-маркетинга группы. Это изображение Artful Dodger в виде трио хранилось в архиве Wayback Machine с 25 октября 2001 года по 8 октября 2010 года.
Как только название Artful Dodger перешло под прямой контроль Public Demand Records, дуэт, который в конечном итоге стал нынешним воплощением Artful Dodger, стал состоять из MC Alistair, который был приглашённым артистом в треках оригинального Artful Dodger, а теперь получил статус постоянного участника группы, а также новичка, DJ Dave Low. В последующие годы они активно гастролировали по стране и за рубежом в качестве дуэта диджеев и MC, часто выступая вместе с другими представителями жанра, включая DJ Luck & MC Neat, а также их преемников, таких как So Solid Crew. Помимо исполнения гаражных треков, их репертуар расширился и теперь включает треки в жанрах дабстеп, глубокий фанк-хаус, соул-хаус, бас-лайн, электро, джангл, драм-н-бэйс и редкий грув, подобранные в соответствии с атмосферой мероприятия. Марк Хилл подчеркнул, что он не одобряет это воплощение Artful Dodger, и сообщил, что скептически относится к участию MC Alistair, расценивая это как попытку «лейбла» «добавить легитимности».

### Потенциальный второй альбом
Сразу после ухода Пита Деверо в июле 2001 года Billboard сообщил, что ожидается, что Марк Хилл выпустит второй альбом Artful Dodger летом 2002 года; однако этого так и не произошло.
В интервью TimeOut Dubai в 2009 году DJ Dave Low упомянул, что участвовал в записи второго альбома Artful Dodger. Он заявил, что этот предстоящий альбом будет охватывать множество жанров, включая даунтемпо, R&B, брейкбит, фанк-хаус и басс-лайн, а также гараж. Этот предполагаемый альбом до сих пор не выпущен, но трек под названием «One More Chance» с участием Марка Асаре появился примерно в это же время на сборнике Ministry of Sound.

### Original Dodger
В августе 2016 года в сети появилась «селфи-фотография», на которой Марк Хилл и Пит Деверо прижимают пальцы к губам с хэштегом #mumstheword. Пара «совещалась» с целью найти решение проблем, возникших из-за того, что они потеряли контроль над названием «Artful Dodger», в том числе из-за того, что те, кто занял их место, отвечали на вопросы интервью так, будто они сами создали музыку «Artful Dodger», из-за чего им было трудно получать заказы. Вследствие неожиданного положительного отклика на возможность воссоединения оригинального дуэта в 2017 году Марк Хилл и Пит Деверо официально объявили о восстановлении своего творческого партнёрства и воссоединении в качестве Original Dodger. Первым синглом стал «Millionaire» 2017 года. В новостях сообщалось, что должен выйти релиз из 11 треков под названием Soundtrack, и был опубликован трек-лист. Soundtrack должен был выйти в виде «микстейпа» и стать предшественником альбома. Позже, в 2017 году, вышел сингл «Find Space» с участием Shakka был выпущен в 2018 году, а за ним последовал 4-трековый EP под названием Momentum, в который вошёл сингл «Bubblin» с участием Дэниела Бедингфилда. Неутешительные продажи этих ранних релизов привели к тому, что в конце 2018 года контракт с Warner Music Group был расторгнут. Марк Хилл сообщил, что в связи с этим любой дальнейший материал Original Dodger будет выпускаться независимо.

## Дискография

### Альбомы

#### Студийные альбомы
| Название                      | Сведения об альбоме                                                          | Высокие строчки хит-парадов | Высокие строчки хит-парадов | Сертификаты     |
| Название                      | Сведения об альбоме                                                          | UK                          | AUS                         | Сертификаты     |
| ----------------------------- | ---------------------------------------------------------------------------- | --------------------------- | --------------------------- | --------------- |
| It’s All About the Stragglers | - Выпущен: 20 ноября 2000 - Лейбл: London - Формат: CD, цифровая дистрибуция | 18                          | 53                          | - BPI: Platinum |

#### DJ mix альбомы
- Rewind: The Sound of UK Garage (март 2000)
- Re-Rewind Back by Public Demand (август 2000)
- Rewind 2001 — Lessons from the Underground (июль 2001)

### Синглы
| Название                                                                                      | Год  | Высокие строчки хит-парадов | Высокие строчки хит-парадов | Высокие строчки хит-парадов | Высокие строчки хит-парадов | Высокие строчки хит-парадов | Высокие строчки хит-парадов | Высокие строчки хит-парадов | Высокие строчки хит-парадов | Высокие строчки хит-парадов | Высокие строчки хит-парадов | Сертификаты     | Альбом                                          |
| Название                                                                                      | Год  | UK                          | AUS                         | BEL (FL)                    | GER                         | IRE                         | NOR                         | NL                          | NZ                          | SCO                         | SWI                         | Сертификаты     | Альбом                                          |
| --------------------------------------------------------------------------------------------- | ---- | --------------------------- | --------------------------- | --------------------------- | --------------------------- | --------------------------- | --------------------------- | --------------------------- | --------------------------- | --------------------------- | --------------------------- | --------------- | ----------------------------------------------- |
| «The Revenge of Popeye»                                                                       | 1997 | —                           | —                           | —                           | —                           | —                           | —                           | —                           | —                           | —                           | —                           |                 | Внеальбомный сингл                              |
| «Something» (с участием Крейга Дэвида)                                                        | 1997 | —                           | —                           | —                           | —                           | —                           | —                           | —                           | —                           | —                           | —                           |                 | Внеальбомный сингл                              |
| «If You Love Me»                                                                              | 1998 | —                           | —                           | —                           | —                           | —                           | —                           | —                           | —                           | —                           | —                           |                 | Внеальбомный сингл                              |
| «The Messenger»                                                                               | 1998 | —                           | —                           | —                           | —                           | —                           | —                           | —                           | —                           | —                           | —                           |                 | Внеальбомный сингл                              |
| «What Ya Gonna Do» (с участием Крейга Дэвида)                                                 | 1998 | —                           | —                           | —                           | —                           | —                           | —                           | —                           | —                           | —                           | —                           |                 | It's All About the Stragglers                   |
| «Movin’ Too Fast» (с участием Ромины Джонсон)                                                 | 1999 | —                           | —                           | —                           | —                           | —                           | —                           | —                           | —                           | —                           | —                           |                 | It's All About the Stragglers                   |
| «Re-Rewind» (с участием Крейга Дэвида)                                                        | 1999 | 2                           | 62                          | 21                          | 49                          | 15                          | —                           | 4                           | 18                          | 15                          | 88                          | - BPI: Platinum | It's All About the Stragglers                   |
| «Movin’ Too Fast» (с участием Ромины Джонсон) (перевыпуск)                                    | 2000 | 2                           | —                           | 41                          | 63                          | 21                          | 18                          | 57                          | —                           | 9                           | —                           | - BPI: Gold     | It's All About the Stragglers                   |
| «Woman Trouble» (с участием Робби Крейга и Крейга Дэвида)                                     | 2000 | 6                           | 68                          | 60                          | 95                          | 31                          | —                           | 63                          | 43                          | 19                          | 98                          | - BPI: Silver   | It's All About the Stragglers                   |
| «Please Don’t Turn Me On» (с участием Lifford)                                                | 2000 | 4                           | 22                          | —                           | —                           | 42                          | —                           | —                           | —                           | 20                          | 90                          | - BPI: Silver   | It's All About the Stragglers                   |
| «Think About Me» (с участием Мишель Эскоффери)                                                | 2001 | 11                          | —                           | —                           | —                           | —                           | —                           | —                           | —                           | 30                          | —                           |                 | It's All About the Stragglers                   |
| «It Ain’t Enough» (vs. Dreem Teem, с участием MZ May и MC Alistair)                           | 2001 | 20                          | —                           | —                           | —                           | —                           | —                           | —                           | —                           | 72                          | —                           |                 | It's All About the Stragglers                   |
| «TwentyFourSeven» (с участием Мелани Блэтт)                                                   | 2001 | 6                           | —                           | 66                          | —                           | 41                          | —                           | —                           | —                           | 16                          | —                           |                 | It's All About the Stragglers                   |
| «Ladies» (с участием General Levy и Roachie)                                                  | 2002 | —                           | —                           | —                           | —                           | —                           | —                           | —                           | —                           | —                           | —                           |                 | Внеальбомный сингл                              |
| «Midnight Lover» (с участием Sherman)                                                         | 2002 | —                           | —                           | —                           | —                           | —                           | —                           | —                           | —                           | —                           | —                           |                 | Внеальбомный сингл                              |
| «Ruff Neck Sound» (с участием Richie Dan и Sevi G)                                            | 2003 | —                           | —                           | —                           | —                           | —                           | —                           | —                           | —                           | —                           | —                           |                 | Внеальбомный сингл                              |
| «Flex» (с участием Vula)                                                                      | 2006 | —                           | —                           | —                           | —                           | —                           | —                           | —                           | —                           | —                           | —                           |                 | Внеальбомный сингл                              |
| «One More Chance» (с участием Марка Асаре)                                                    | 2009 | —                           | —                           | —                           | —                           | —                           | —                           | —                           | —                           | —                           | —                           |                 | Ministry of Sound: Addicted to Bass 2009        |
| «Laydeez [UKG Mix]» (с участием Roachie и General Levy)                                       | 2009 | —                           | —                           | —                           | —                           | —                           | —                           | —                           | —                           | —                           | —                           |                 | Ministry of Sound: Addicted to Bass Winter 2009 |
| «—» означает, что запись не попала в чарт, либо не была выпущена на территории данной страны. |      |                             |                             |                             |                             |                             |                             |                             |                             |                             |                             |                 |                                                 |

### Ремиксы
- Artful Dodger — «Please Don’t Turn Me On»
- Барбара Такер — «Stop Playing with My Mind»
- BBMak — «Still on Your Side»
- Brownstone — «If You Love Me»
- Colour Girl — «Joyrider»
- Крейг Дэвид — «Fill Me In»
- Габриэль — «Dreams»
- Габриэль — «Rise»
- Дженнифер Лопес — «Play»
- Линден Дэвид Холл — «Forgive Me»
- Olive — «You’re Not Alone»
- Ромина Джонсон — «Movin’ Too Fast»
- Sisqo — «Thong Song»
- Sisqo — «Incomplete»
- Soulsearcher — «Do It to Me Again»
- Виктор Ромео — «Love Will Find a Way»

## Фильмография
- 2000 — Playing the Field (эпизод 4.3) — «Re-Rewind (The Crowd Say Bo Selecta)»
- 2000—2001 — Top of the Pops (4 эпизода) — «Re-Rewind (The Crowd Say Bo Selecta)», «Movin’ Too Fast», «Please Don’t Turn Me On», «Think About Me»
- 2001 — Дневник Бриджит Джонс / Bridget Jones’s Diary — «Woman Trouble»
- 2002 — Конец рабочего дня / Clocking Off (эпизод Julie’s Story) — «Movin’ Too Fast»
- 2004—2010 — Жители Ист-Энда / EastEnders (эпизоды 2135 и 2783) — «Woman Trouble»